# Podmornice klase UB II
Klasa UB II je bila klasa njemačkih obalnih napadanih podmornica razvijena tijekom Prvog svjetskog rata. 